# Nuevo Colombino
Das Estadio Nuevo Colombino ist ein Fußballstadion in der spanischen Stadt Huelva, Andalusien. Es ist die Heimspielstätte des Fußballvereins Recreativo Huelva und liegt nur rund hundert Meter vom Ufer des Río Odiel entfernt.

## Geschichte

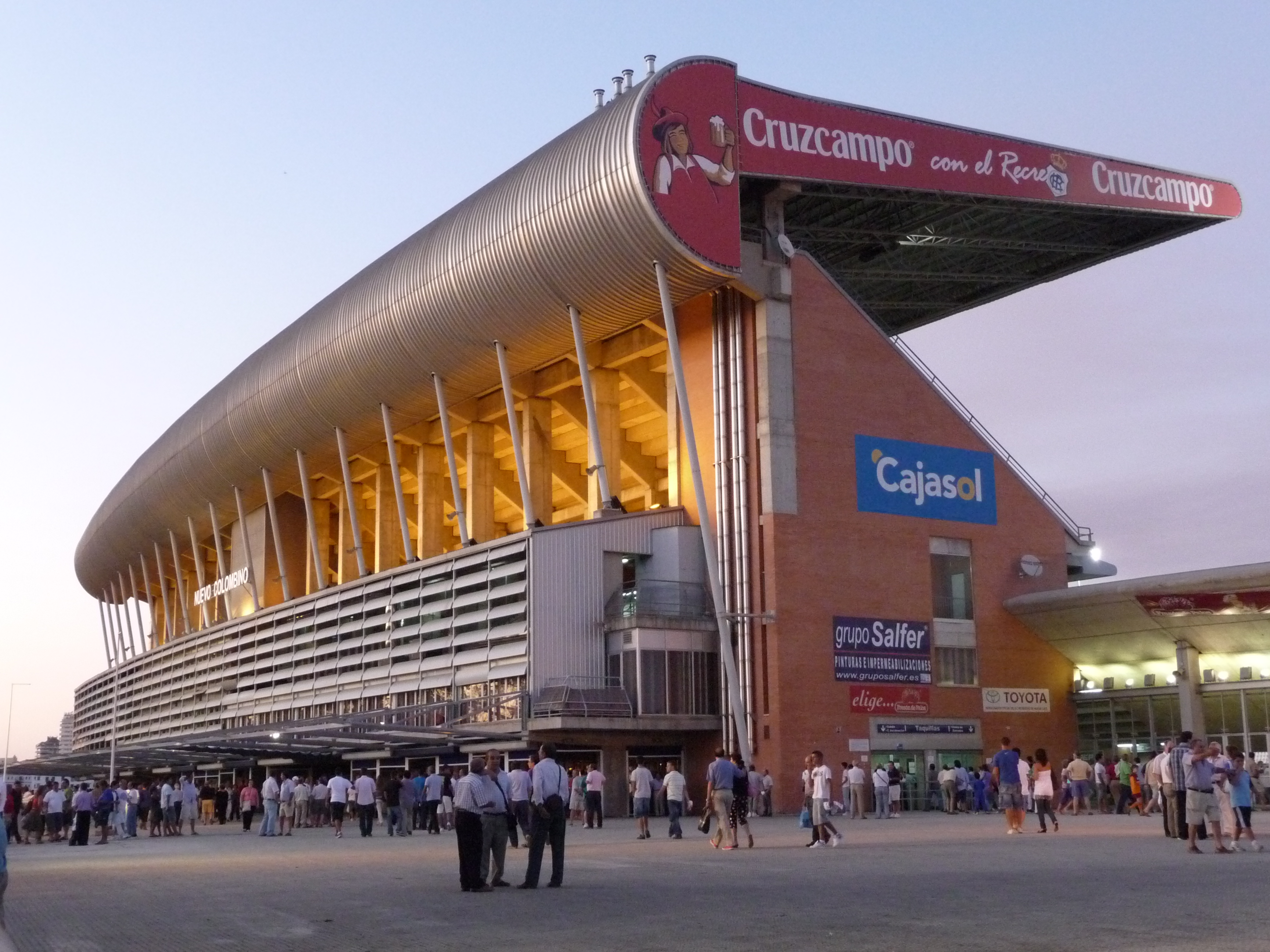
Die Rückseite der Haupttribüne (August 2009)

Das vom spanischen Architekten Joaquín Aramburu konzipierte Estadio Nuevo Colombino wurde am 8. November 2001 eröffnet und ist seither die Heimat von Recreativo Huelva, einer der ältesten Fußballvereine Spaniens. Es ersetzte das alte Estadio Colombino von 1957. Die erste Pflichtspielpartie fand am 6. Januar 2002 statt. Die 14 Mio. Euro teure Anlage fasst insgesamt über 21.000 Zuschauer auf Sitzplätzen. Des Weiteren beherbergt es 32 V.I.P.-Logen. Es stehen 4.154 m² Parkplatz zur Verfügung.

## Länderspiele
Bisher fanden drei Länderspiele der spanischen Fußballnationalmannschaft der Männer und eines der Frauen im Stadion von Huelva statt.
Männer
- 14. Nov. 2001:  Spanien –  Mexiko 1:0 (Freundschaftsspiel)
- 31. Mai 2008:  Spanien –  Peru 2:1 (Freundschaftsspiel)
- 15. Nov. 2014:  Spanien –  Belarus 3:0 (EM-Qualifikation 2016)

Frauen
- 25. Juni 2022:  Spanien –  Australien 7:0 (Freundschaftsspiel)